# Daniel Lanois
Daniel Roland Lanois (Hull, 19 de septiembre de 1951) es un productor y músico canadiense. Ha producido discos para un gran número de artistas y ha compuesto unos cuantos propios. Ha trabajado con Bob Dylan, U2, Peter Gabriel, Robbie Robertson, Ron Sexsmith y Brian Eno, entre otros.

## Trayectoria
En 1981, Lanois tocó y produjo el álbum "This Is The Ice Age" de Martha And The Muffins. En 1985 ganó un premio CASBY por su trabajo en un álbum de Martha and the Muffins.
Lanois trabajó en colaboración con Brian Eno en algunos de los proyectos de Eno, uno de los cuales fue el tema principal de la adaptación cinematográfica de David Lynch de Dune de Frank Herbert. Eno lo invitó a coproducir el álbum de U2 The Unforgettable Fire. Junto con Eno, pasó a producir The Joshua Tree de U2, el ganador del Grammy Award en 1987 por el álbum del año, y algunas de las otras obras de la banda, incluyendo Achtung Baby y All That You Can't Leave Behind, ambas nominadas. para el mismo premio, pero que no ganaron. Lanois una vez más colaboró con U2 y Brian Eno en el álbum de 2009 de la banda, No Line on the Horizon. Estuvo involucrado en el proceso de composición, mezcla y producción.
Los primeros trabajos de Lanois con U2 lo llevaron a ser contratado para producir álbumes para otros artistas. Colaboró con Peter Gabriel en su álbum Birdy (1985), la banda sonora de la película de Alan Parker del mismo nombre, y posteriormente pasó la mayor parte de 1985 coproduciendo el álbum de Gabriel So, que se lanzó en 1986 y se convirtió en su lanzamiento más vendido, ganando ventas de multiplatino y una nominación al Grammy como Álbum del Año. Lanois más tarde coprodujo el álbum de seguimiento de Gabriel, Us, que se lanzó en 1992 y también fue disco de platino.
Bono recomendó a Lanois a Bob Dylan a fines de la década de 1980; en 1989, Lanois produjo el álbum de Dylan Oh Mercy. Ocho años más tarde, Dylan y Lanois trabajaron juntos en Time Out of Mind, que ganó otro Premio Grammy por Álbum del Año en 1997. En su autobiografía Chronicles, Vol. 1, p. 1, Dylan describe en profundidad la relación laboral conflictiva pero gratificante que desarrolló con Lanois.
Wrecking Ball, su colaboración en 1995 con Emmylou Harris, ganó un Premio Grammy en 1996 al Mejor Álbum Folclórico Contemporáneo. En 1998, produjo y apareció en el álbum de Willie Nelson, Teatro.
Lanois estaba trabajando en el disco Le Noise de Neil Young en junio de 2010 cuando fue hospitalizado después de sufrir múltiples lesiones en un accidente de motocicleta en el área de Silver Lake en Los Ángeles. Se ha recuperado desde entonces. La producción de Lanois es reconocible y notable por su sonido de batería "potente" y "en vivo", guitarras atmosféricas y reverberación ambiental. Rolling Stone llamó a Lanois el "productor discográfico más importante que surgió en los años ochenta".

## Discografía
- The Music of Red Dead Redemption 2 (Original Soundtrack) (2019)
- Goodbye To Language (2016)
- Flesh And Machine (2014)
- Black Dub (2010)
- Here is what is (2008)
- Belladonna (2005)
- Shine (2003)
- Sling Blade (1996)
- Lost in Mississippi (1996)
- Sweet Angel Mine (1996)
- For the Beauty of Wynona 1993)
- Acadie (1989)

## Como productor
- Le Noise 2010- Neil Young
- No Line on the Horizon 2009- U2
- All That You Can't Leave Behind 2000- U2
- The Million Dollar Hotel (BSO) 2000
- Power Spot 2000 - Jon Hassell
- Teatro 1998 - Willie Nelson
- 12 Bar Blues 1998 - Scott Weiland
- Brian Blade Fellowship 1998 - Brian Blade
- Time Out of Mind 1997 - Bob Dylan
- Fever In Fever Out 1996 - Luscious Jackson
- Night to Night 1996 - Geoffrey Oryema
- Wrecking Ball 1995 - Emmylou Harris
- Ron Sexsmith 1994 - Ron Sexsmith
- El último mohicano (BSO) 1993
- Us 1992 - Peter Gabriel
- Flash of the Spirit 1992 - Jon Hassell y Farafina
- Achtung Baby 1991 - U2
- Oh Mercy 1989 - Bob Dylan
- Yellow Moon 1989 - Neville Brothers
- Robbie Robertson 1988 - Robbie Robertson
- The Joshua Tree 1987 - U2
- So 1986 - Peter Gabriel
- Voices 1985 - Roger Eno
- Birdy 1985 - Peter Gabriel
- Hybrid 1985 - Michael Brook
- The Unforgettable Fire 1984 - U2
- The Pearl 1984 - Harold Budd
- Apollo: Atmospheres and Soundtracks 1983 - Brian Eno
- Parachute Club 1983 - Parachute Club
- On Land 1982 - Brian Eno